# 도쿄도 제10구
도쿄도 제10구(일본어: 東京都第10区)는 일본의 중의원 선거구이다. 1994년 공직선거법이 개정되면서 신설되었다.

## 지역
- 신주쿠구
- 나카노구
- 도시마구
- 네리마구

## 역대 국회의원
| 선거          | 선거          | 의원          | 정당       |
| ------------- | ------------- | ------------- | ---------- |
|               | 1996년 제41회 | 고바야시 유키 | 자유민주당 |
| 2000년 제42회 |               | 고바야시 유키 | 자유민주당 |
| 2003년 제43회 |               | 고바야시 유키 | 자유민주당 |
| 2005년 제44회 | 고이케 유리코 |               | 자유민주당 |
|               | 2009년 제45회 | 에바타 다카코 | 민주당     |
|               | 2012년 제46회 | 고이케 유리코 | 자유민주당 |
| 2014년 제47회 |               | 고이케 유리코 | 자유민주당 |
| 2016년 보궐   | 와카사 마사루 |               | 자유민주당 |
| 2017년 제48회 | 스즈키 하야토 |               | 자유민주당 |